# American Sunshine
American Sunshine (The Go-Getter) è un film del 2007 scritto e diretto da Martin Hynes.

## Trama
Alla morte della madre, dopo lunghi mesi di penosa malattia durante i quali l'ha assistita abbandonando gli studi prima di diplomarsi, il diciannovenne Mercer ruba un'auto in un autolavaggio e lascia Eugene, in Oregon, alla ricerca del fratellastro Arlen, più grande di lui di 18 anni e che non vede da quando ne aveva solo 5, con l'intenzione di comunicargli la notizia del lutto e invitarlo a spargere con lui le ceneri della madre in Louisiana, presso gli ultimi parenti. Attraverso il cellulare lasciato nell'auto, Mercer viene contattato da Kate, la proprietaria derubata, che gli consente di compiere il suo viaggio, a patto che la mantenga aggiornata sui suoi spostamenti. Trovare Arlen si rivela però più complicato del previsto, perché l'uomo si è trasferito ripetutamente, lasciando dietro di sé una scia di debiti, piccoli crimini e cattivi ricordi.
Mercer ne segue le tracce a partire da Shelter Cove, in California, in una comunità di artigiani vasai dove Arlen ha lavorato brevemente prima di sparire con dei preziosi utensili. Si dirige quindi in Nevada, dove prima raccoglie nella piccola cittadina di Fallon Joely, la ragazza di cui era innamorato alle scuole medie, e poi arriva nella vivace Reno dove insieme a lei sperimenta per la prima volta l'ecstasy e il sesso. Mentre Mercer viene informato dal regista pornografico "Sergio Leone" che Arlen se n'è andato a Sacramento, Joely incontra il cugino Buddy e l'amico Rid, diretti a Mojave per procurarsi i pezzi per costruire una stock car. Di fronte al rifiuto di Mercer di deviare dal suo itinerario per accompagnarli a destinazione, i tre lo abbandonano rubandogli l'auto. Il ragazzo li insegue facendo l'autostop ed ha la fortuna di imbattersi in un venditore di liquori che lo aiuta a riprendersi l'auto con le maniere forti.
A Sacramento Mercer incontra la proprietaria del negozio di animali Hal's Pets Shop, che lo coinvolge in un'esibizione musicale per bambini, un servizio alla comunità a cui è stata condannata insieme a degli amici per una spiacevole questione di assegni falsi in seguito alla quale Arlen se n'è invece scappato a Los Angeles, e viene inaspettatamente raggiunto da Kate, che gli confessa di avergli lasciato rubare l'auto perché, pur conoscendolo solo di vista, aveva fantasticato molto su di lui. L'indomani il ragazzo prosegue il viaggio da solo e, raggiunta Los Angeles in treno, scopre finalmente che il fratellastro vive ad Ensenada, nella Bassa California, dove lavora in un hotel.
L'incontro così lungamente ricercato si rivela un fallimento, per l'ostilità di Arlen, che coltiva un rancore di lunga data nei confronti della madre verso cui non sente alcun legame e teme che il fratello minore sia stato mandato a cercar soldi, e finisce in un confronto fisico da cui Mercer esce malconcio. A soccorrerlo arriva provvidenzialmente Kate, con la quale il ragazzo scopre una nuova e profonda intimità, dopo la sfortunata esperienza con Joely. Superato l'equivoco iniziale, i due fratelli riescono ad avere un nuovo, più amichevole incontro, quindi Mercer si dirige verso la Louisiana in compagnia di Kate.

## Produzione
Le riprese del film sono state effettuate in Oregon, California, Nevada e Messico.

## Riferimenti ad altre opere
In una fantasia del protagonista viene esplicitamente citata e ricreata la scena di ballo dei tre protagonisti di Bande à part di Jean-Luc Godard.